# Municipio de Chapman (condado de Ottawa)
El municipio de Chapman (en inglés: Chapman Township) es un municipio ubicado en el condado de Ottawa en el estado estadounidense de Kansas. En el año 2010 tenía una población de 68 habitantes y una densidad poblacional de 0,74 personas por km².

## Geografía
El municipio de Chapman se encuentra ubicado en las coordenadas 39°15′46″N 97°25′32″O / 39.26278, -97.42556. Según la Oficina del Censo de los Estados Unidos, el municipio tiene una superficie total de 92.49 km², de la cual 92,49 km² corresponden a tierra firme y (0 %) 0 km² es agua.

## Demografía
Según el censo de 2010, había 68 personas residiendo en el municipio de Chapman. La densidad de población era de 0,74 hab./km². De los 68 habitantes, el municipio de Chapman estaba compuesto por el 98,53 % blancos y el 1,47 % eran de una mezcla de razas. Del total de la población el 2,94 % eran hispanos o latinos de cualquier raza.